# Studnica (jezioro na Równinie Gryfickiej)
Studnica – jezioro na Równinie Gryfickiej, położone w woj. zachodniopomorskim, w powiecie kołobrzeskim, gminie Rymań. 
Powierzchnia lustra wody jeziora wynosi 33,1 ha.
W otoczeniu jeziora znajduje się 65 ha lasów zakwalifikowanych jako lasy ochronne. 
Jezioro otoczone jest borami sosnowymi i lasami mieszanymi ze znacznym udziałem dębów szypułkowych. Przy północno-wschodnim brzegu jeziora Studnica znajduje się kąpielisko z wąską plażą. W niektórych wydawnictwach jezioro występuje pod nazwą Jezioro Popiel.
W okolicy rośnie dąb Bogusław, który liczy sobie ok. 500 lat. 
Nazwa Studnica funkcjonuje od 1949 roku, kiedy to została zmieniona z poprzedniej niemieckiej nazwy Steudnitz See.